# Stella Maria Starkel-Węgrzynowska
Stella Maria Starkel-Węgrzynowska (ur. 10 sierpnia 1885 we Lwowie, zm. 7 kwietnia 1969 w Obornikach Śląskich) – doktor nauk medycznych specjalizująca się w stomatologii. Absolwentka Wydziału Lekarskiego Uniwersytetu Lwowskiego.  

## Życiorys
Ojcem Stelli Starkel był Romuald Starkel, a matką Władysława Boczkowska. Miała dwójkę rodzeństwa, Janinę i Władysława.

Jako dziecko uczyła się w domu. W 1904 rozpoczęła studia na Wydziale Lekarskim Uniwersytetu Lwowskiego jako jedna z pierwszych studentek. W trakcie studiów pracowała w Instytucie Anatomii Patologicznej. W 1910 wraz z przyszłym mężem Lesławem Węgrzynowskim opublikowała tekst, który, po raz pierwszy w historii, opisywał ludzką strefę płodową nadnerczy.

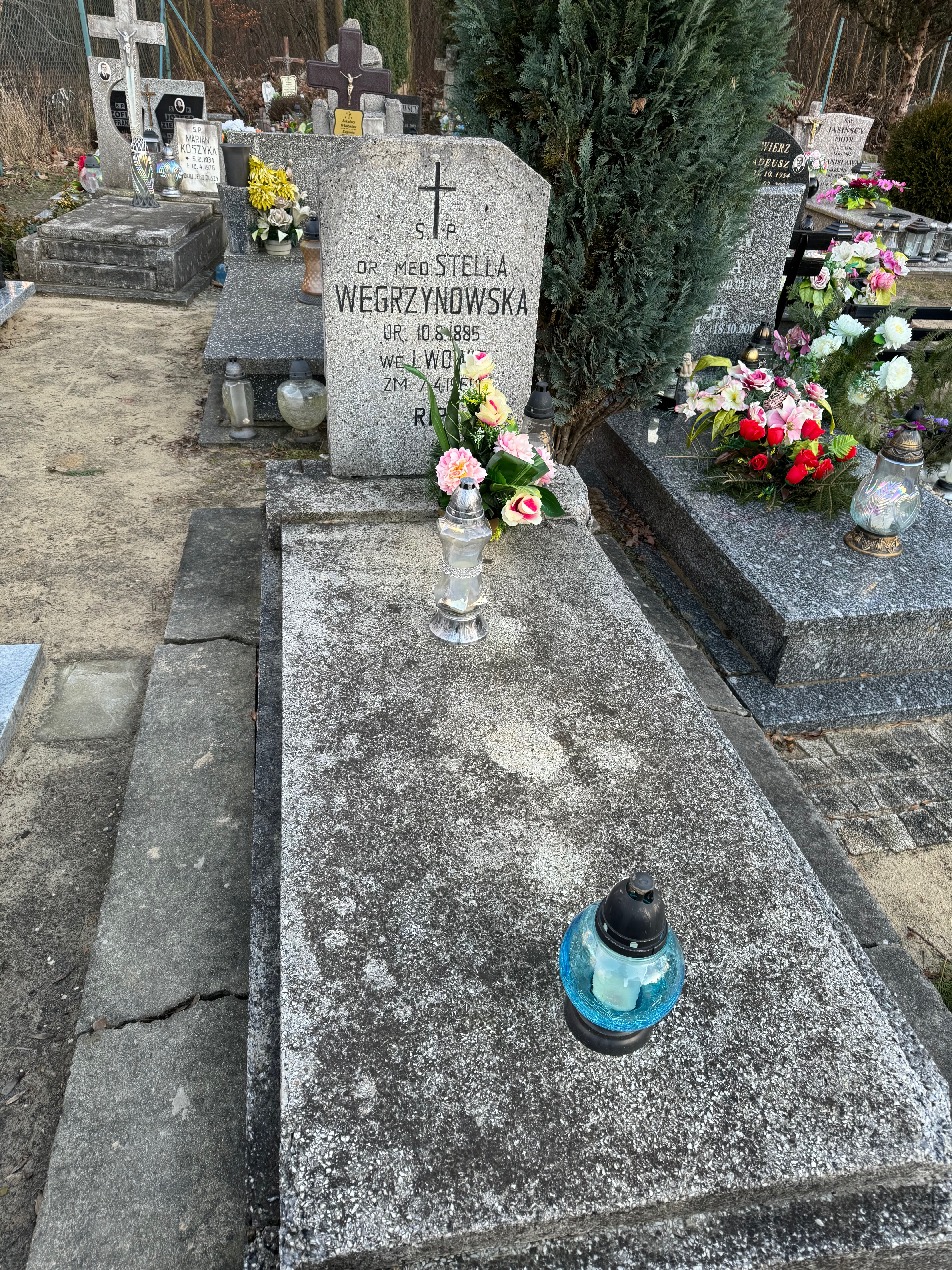
Nagrobek dr med. Stelli Starkel-Węgrzynowskiej na cmentarzu parafialnym w Obornikach Śląskich

30 marca 1911 Stella obroniła doktorat na Uniwersytecie Lwowskim. Jej promotorem był prof. Ludwik Rydygier. Specjalizowała się w stomatologii pod okiem prof. Antoniego Cieszyńskiego. W 1914 podjęła pracę jako zastępczyni asystenta w Ambulatorium Dentystycznym prod. Cieszyńskiego.
W trakcie I wojny światowej pracowała z mężem w laboratoriach polowych i szpitalu wojskowym w Brnie. Po wojnie zatrudniła się w laboratorium fabryki Sprovac, która produkowała surowice i szczepionki. Dodatkowo przyjmowała we własnym gabinecie dentystycznym przy ul. Akademickiej 15 we Lwowie. Pracowała również w Towarzystwie Przeciwgruźliczym we Lwowie i Sanatorium w Hołosku Wielkim koło Lwowa. W 1915 urodziła córkę Krystynę.  
W 1941, gdy do Lwowa weszli Niemcy, rodzina Węgrzynowskich przeniosła się do Warszawy. Mąż i córka Węgrzynowskiej brali udział w powstaniu warszawskim.
W 1946 rodzina Węgrzynowskich przyjechała na Dolny Śląsk. Węgrzynowscy zaczęli pracę w Sanatorium Przeciwgruźliczym w Bukowcu koło Kowar. Cała rodzina należała do Polskiego Towarzystwa Badań nad Gruźlicą. W 1949 Lesław Węgrzynowski został mianowany zastępcą profesora na Wydziale Lekarskim Uniwersytetu i Politechniki Wrocławskiej, a rodzina przeprowadziła się do Obornik Śląskich. Tam Stella Węgrzynowska zaczęła pracę w sanatorium. Mąż został Dyrektorem Państwowego Zespołu Sanatoriów Przeciwgruźliczych w Obornikach Śląskich.
Do końca życia pracowała w sanatorium w Obornikach Śląskich. Została pochowana na miejscowym cmentarzu parafialnym.